# Проституция в Бельгии

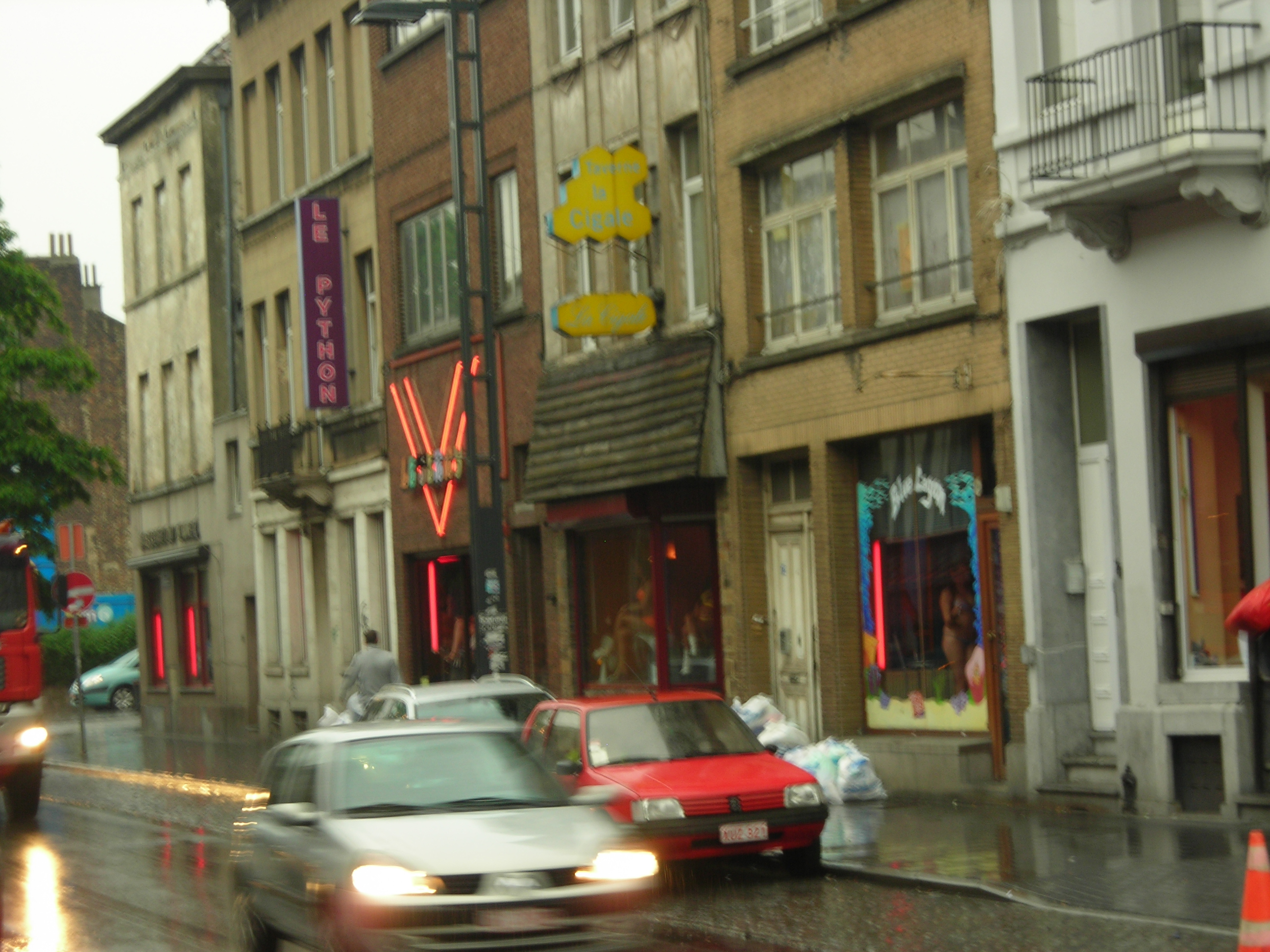
Проститутка в Антверпене

Проституция в Бельгии является легальной деятельностью. Проститутки должны иметь медицинскую справку и могут оказывать сексуальные услуги только в собственных или съёмных жилых помещениях.
Согласно докладу организации RiskMonitor foundation около 70 % бельгийских проституток — иммигрантки из Болгарии.

## Законодательство
Содержание публичных домов запрещено равно как и помощь иммигрантам в устройстве на такого рода работу. Торговля людьми карается сроком до 15 лет.